# Liste des sites Natura 2000 de la Lozère
Cet article recense les sites Natura 2000 de la Lozère, en France.

## Statistiques
La Lozère compte 20 sites classés Natura 2000. 17 bénéficient d'un classement comme site d'intérêt communautaire (SIC), 3 comme zone de protection spéciale (ZPS).

## Liste
| Site                                        | Type | Superficie (ha) | Fiche     | Coordonnées                      | Photo |
| ------------------------------------------- | ---- | --------------- | --------- | -------------------------------- | ----- |
| Causse des Blanquets                        | SIC  | +00746,         | FR9101376 | 44° 31′ 08″ nord, 3° 20′ 06″ est |       |
| Causse Méjean                               | SIC  | +01 272,        | FR9101379 | 44° 17′ 44″ nord, 3° 31′ 31″ est |       |
| Combe des Cades                             | SIC  | +00305,         | FR9101362 | 44° 24′ 42″ nord, 3° 34′ 41″ est |       |
| Falaises de Barjac                          | SIC  | +01 522,        | FR9101375 | 44° 29′ 51″ nord, 3° 24′ 00″ est |       |
| Gorges de la Jonte                          | SIC  | +0 0003,        | FR9101380 | 44° 12′ 14″ nord, 3° 22′ 45″ est |       |
| Gorges du Tarn                              | SIC  | +00447,         | FR9101378 | 44° 17′ 45″ nord, 3° 16′ 00″ est |       |
| Hautes vallées de la Cèze et du Luech       | SIC  | +13 080,        | FR9101364 | 44° 22′ 31″ nord, 3° 59′ 45″ est |       |
| Mont Lozère                                 | SIC  | +11 687,        | FR9101361 | 44° 26′ 27″ nord, 3° 45′ 37″ est |       |
| Montagne de la Margeride                    | SIC  | +09 400,        | FR9101355 | 44° 50′ 57″ nord, 3° 25′ 59″ est |       |
| Plateau de l'Aubrac                         | SIC  | +00687,         | FR9101352 | 44° 36′ 56″ nord, 3° 03′ 31″ est |       |
| Plateau de Charpal                          | SIC  | +03 410,        | FR9101357 | 44° 38′ 51″ nord, 3° 34′ 46″ est |       |
| Valdonnez                                   | SIC  | +05 010,        | FR9102008 | 44° 27′ 49″ nord, 3° 32′ 38″ est |       |
| Vallée du Galeizon                          | SIC  | +08 655,        | FR9101369 | 44° 10′ 45″ nord, 3° 57′ 29″ est |       |
| Vallée du Gardon de Mialet                  | SIC  | +23 371,        | FR9101367 | 44° 11′ 44″ nord, 3° 47′ 42″ est |       |
| Vallée du Gardon de Saint-Jean              | SIC  | +19 060,        | FR9101368 | 44° 06′ 30″ nord, 3° 46′ 09″ est |       |
| Vallées du Tarn, du Tarnon et de la Mimente | SIC  | +10 514,        | FR9101363 | 44° 17′ 37″ nord, 3° 41′ 27″ est |       |
| Vallon de l'Urugne                          | SIC  | +00580,         | FR9101374 | 44° 24′ 45″ nord, 3° 13′ 50″ est |       |
| Cévennes                                    | ZPS  | +92 044,        | FR9110033 | 44° 16′ 00″ nord, 3° 41′ 00″ est |       |
| Gorges du Tarn et de la Jonte               | ZPS  | +38 684,        | FR9110105 | 44° 16′ 52″ nord, 3° 25′ 04″ est |       |
| Haut Val d'Allier                           | ZPS  | +58 906,        | FR8312002 | 45° 00′ 50″ nord, 3° 36′ 42″ est |       |